# Eduard I. z Baru
Eduard I. z Baru (francouzsky Édouard Ier de Bar; 1295? – listopad 1336, Famagusta) byl hrabě z Baru a vnuk anglického krále Eduarda I.

## Život
Byl jediným synem hraběte Jindřicha z Baru a Eleonory Anglické, ovdovělé dcery anglického krále Eduarda I. Po dědovi byl také pojmenován. Matka mu zemřela již roku 1297 a otec o pět let později. Poručníkem mladého hraběte se stal děd a ten ustanovil svými zástupci jeho strýčky: Jana Puisaye, Theobalda, biskupa z Lutychu a Renauda, biskupa z Mét. Byl vychováván na francouzském dvoře. Roku 1308 se Eduard zúčastnil války lotrinského vévody Fridricha IV. a 11. února 1310 uzavřel sňatek s Marií, dcerou Roberta Burgundského, svou vrstevnicí.
Roku 1314 byl po ročním uvěznění vévodou Fridrichem, když se dostal do zajetí v prohrané bitvě u Frouard, po předání výkupného propuštěn. Roku 1324 se společně s trevírským arcibiskupem Balduinem, jeho synovcem Janem Lucemburským a Fridrichem IV. Lotrinským zúčastnil tzv. války čtyř pánů s městem Mety (1324–1326). Roku 1328 bojoval na straně krále Filipa VI. Francouzského v bitvě u Casselu. Roku 1336 se vydal společně s Filipem III. Namurským a dalšími hrabaty na východ na křížovou výpravu. Zemřel na Kypru v listopadu téhož roku, kde byl i se svými spolubojovníky ubit obyvateli Famagusty.